# Andrzej Hausbrandt

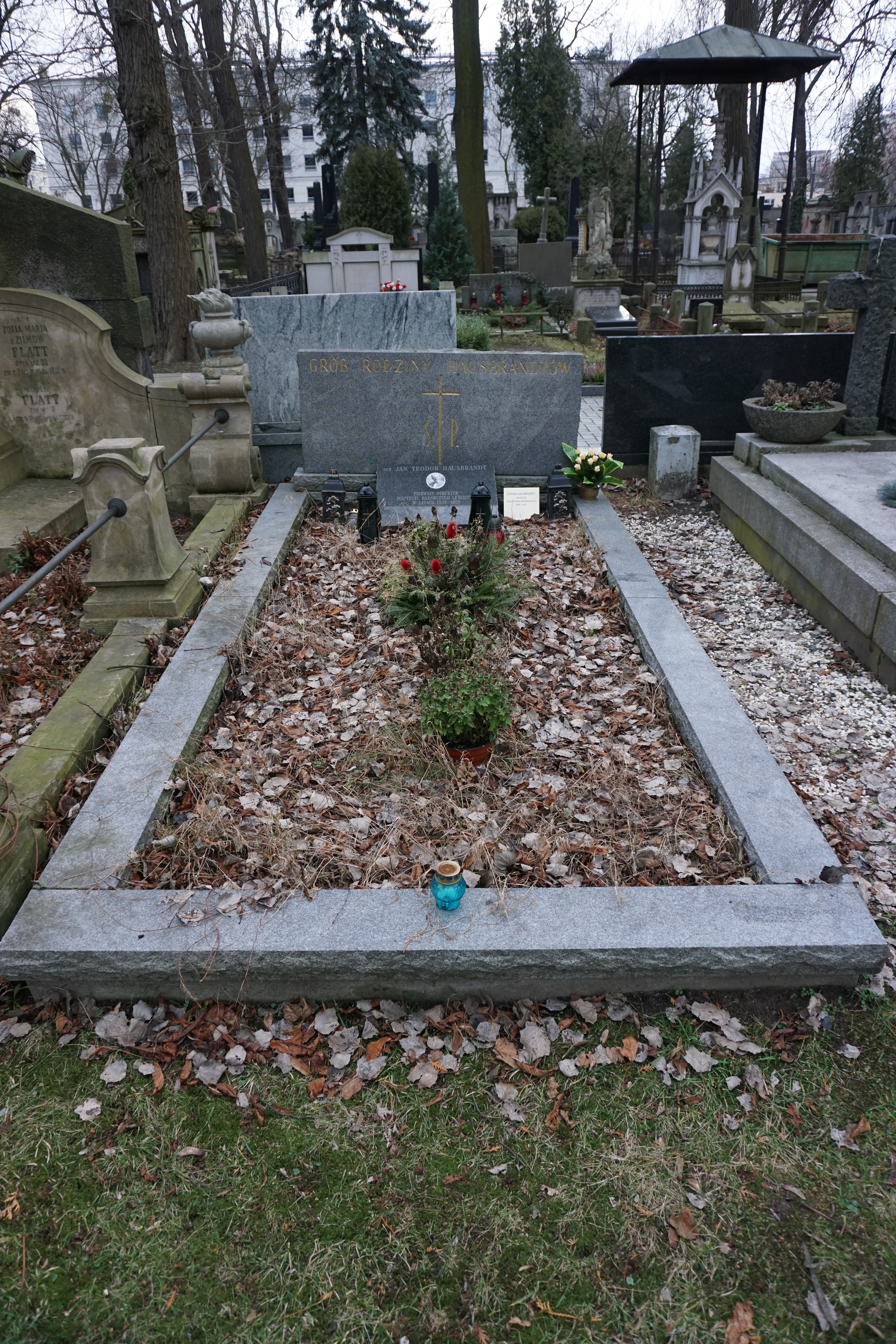
Grób Andrzeja Hausbrandta na cmentarzu ewangelicko-augsburskim w Warszawie

Andrzej Hausbrandt (ur. 16 lipca 1923 w Warszawie, zm. 24 marca 2004 tamże) – polski teatrolog, popularyzator teatru, krytyk teatralny, eseista, publicysta, prozaik, autor adaptacji scenicznych.

## Życiorys
Syn Jana Teodora (inżyniera leśnika, zamordowanego w Katyniu) i Stanisławy z domu Berka.
Uczeń Gimnazjum i Liceum im. Mikołaja Reja w Warszawie, okupację niemiecką przeżył w Warszawie. Był uczestnikiem tajnych kompletów, zdał maturę i rozpoczął studia prawnicze na tajnym Uniwersytecie Warszawskim.
W 1944 został żołnierzem Armii Krajowej, brał udział w Powstaniu Warszawskim (Obwód „Żywiciel”, Zgrupowanie Żbik).
Po powstaniu mieszkał pod Częstochową. W sierpniu 1945 powrócił do Warszawy. W 1949 ukończył studia na Uniwersytecie Warszawskim i uzyskał tytuł magistra. Trzy lata (1949-1953) był członkiem Stronnictwa Demokratycznego, z którego wystąpił w 1953.
Represjonowany przez Urząd Bezpieczeństwa, spędził rok w więzieniu (rehabilitowany w 1956).
Od 1960 członek Międzynarodowego Instytutu Teatralnego, od 1968 należał do Towarzystwa Kultury Teatralnej, od 1971 do Association Internationale des Critiques de Théâtre i Stowarzyszenia Dziennikarzy Polskich (które w 1976 przyznało mu Nagrodę Klubu Krytyki Teatralnej). Od 1979 do 1983 należał do ZLP, a od 1989 do Stowarzyszenia Pisarzy Polskich. Wieloletni członek władz Stowarzyszenia Autorów ZAiKS.
W 1985 przeszedł na emeryturę.
Jego pierwsze małżeństwo (zawarte w 1946 z Ludmiłą Goetzen – biologiem, a potem profesorem botaniki) zakończyło się rozwodem. W 1966 wziął ślub z Ireną Bołtuć, tłumaczką i krytykiem teatralnym.
W 1995 wystąpił (z Andrzejem Łapickim i Zofią Kucówną) w filmie dokumentalnym Krystyny Piasecznej: "Zofia Kucówna. Portret na 40-lecie twórczości".
Zmarł 24 marca 2004 w Warszawie. Pochowany na cmentarzu ewangelicko-augsburskim przy ul.Młynarskiej (aleja 13, grób 33).

## Praca
Na początku 1945 podjął pracę w Starostwie Powiatowym w Częstochowie (w Referacie Kultury i Sztuki). Po przyjeździe do Warszawy został zatrudniony w Ministerstwie Kultury i Sztuki, a potem jako wicedyrektor Biura ZG Związku Zawodowego Muzyków RP, w latach 1947-1950 był wicedyrektorem ZAiKS-u. W 1954 (po zwolnieniu z więzienia), pracował w zespole adwokackim. W 1955 był dyrektorem administracyjnym SPATiF-u.
Od 1959 redaktor naczelny (do 1971) założonego przez siebie miesięcznika Le Théâtre en Pologne (The Theatre in Poland) wydawanego przez Polski Ośrodek ITI (Międzynarodowy Instytut Teatralny). W 1959 był zastępcą dyrektora warszawskiego Teatru Komedia. W 1961 przeszedł do Teatru Ateneum i do 1969 był jego kierownikiem literackim. W latach 1976–1977 konsultant literacki lubelskiego Teatru im. Juliusza Osterwy. W latach 1977–1980 prowadził wykłady w Zakładzie Teatrologii Instytutu Filologii Polskiej Uniwersytetu Jagiellońskiego. Od 1978 do stanu wojennego również współtwórca i współredaktor (z Temidą Stankiewicz-Podhorecką) „BISZ-u”, przeznaczonego właściwie dla teatrów biuletynu SPATiF-u i ZASP-u.
Emerytura w 1984 nie oznaczała dla niego rezygnacji z wykonywania ulubionej pracy: zaczął pisać dla krakowskiego „Zdania”, w 1992–1993 był recenzentem teatralnym dziennika „Nowy Świat", a od 1992 datuje się jego współpraca z Radiem Wolna Europa, gdzie Redakcja Polska nadawała jego felietony teatralne. W latach 1992–1994 współpracował jako recenzent z Programem III Polskiego Radia, a od października 1994 aż do śmierci współpracował z Polskim Radiem Bis, omawiając najnowsze przedstawienia w nadawanej w latach 1994−2003 audycji „Scennik Współczesny".

## Twórczość
Działalność dziennikarską Andrzej Hausbrandt rozpoczął już w 1945 nawiązując współpracę z „Częstochowskim Głosem Narodu”. W latach 1950–1952 był dziennikarzem „Ilustrowanego Kuriera Polskiego" (Bydgoszcz) i „Kuriera Codziennego” (Warszawa). Wiele lat redagował „Le Théâtre en Pologne („The Theatre in Poland"), ale i w tym czasie i później jego recenzje (i inne formy działalności dziennikarskiej) zamieszczały też: „Teatr”, „Polityka", „Dialog", „Kultura i Ty”, „Życie Literackie", „Widnokręgi”, „Express Wieczorny", „Odra", „Kultura", „Zdanie”, „Nowy Świat”.
Był Andrzej Hausbrandt autorem rozpraw na temat teatru (publikowanych m.in. w wymienionych czasopismach oraz książkach zbiorowych), ale także dwóch komedii (napisanych w I połowie lat 60.), adaptacji teatralnych i telewizyjnych (m.in. Dostojewskiego, Struga czy Boccaccia) oraz scenariusza monodramu.